# Ben Cardin
Benjamin Louis Cardin (Baltimore, Maryland, Estados Unidos; 5 de octubre de 1943) es un abogado y político estadounidense afiliado al Partido Demócrata. Desde 2007 hasta 2025 representó al estado de Maryland en el Senado de ese país. En 2012 fue reelegido con el 55 por ciento de los votos.